# Elisa Pérez Vera
Elisa Pérez Vera (Granada, 1 de junio de 1940) es una jurista española, catedrática de Derecho Internacional Privado en la Universidad Nacional de Educación a Distancia y magistrada del Tribunal Constitucional entre 2001 y 2012. En 1982 fue nombrada Rectora de la UNED convirtiéndose en la primera rectora española en una universidad pública. La Universidad Nacional de Educación a Distancia ha instituido el premio Elisa Pérez Vera para premiar trabajos de investigación que traten sobre género o feminismo.

## Trayectoria
Nació en Granada hija de Antonio Pérez Funes y de Francisca Vera Casares. Estudió Derecho en la Universidad de Granada, licenciándose en 1961 y doctorándose en 1965. Desde 1961 ejerció la docencia en la misma Universidad como profesora ayudante y desde 1967 como profesora adjunta.
Especialista en Derecho Internacional, fue miembro de la delegación española, en el comité especial de las Naciones Unidas para la definición de la agresión en Ginebra. Participó como ponente, asesora o experta en  varios comités durante los años 1971 a 1976 en la Conferencia Internacional de La Haya.
Desde 1975 hasta 1979 fue profesora agregada en la Universidad Autónoma de Madrid. Catedrática de la Universidad de Santiago por unos meses, en 1979 pasó a ocupar la cátedra de Derecho Internacional Privado de la Universidad Nacional de Educación a Distancia. 
En 1982 fue elegida rectora de la UNED convirtiéndose en la primera mujer en acceder a un rectorado en una universidad pública española (1982-1987). En 1987 fue nombrada Secretaria General de Consejo de Universidades, cargo que asumió hasta 1991.
Tras un paréntesis motivado por cuestiones de salud, presidió el Consejo Consultivo de Andalucía entre 1994 y 2001.
A propuesta del PSOE en el Congreso de los Diputados, fue nombrada magistrada del Tribunal Constitucional desde 2001, con un mandato que, terminaba el 7 de noviembre de 2010, pero que se prorrogó hasta 2012 por no haber acuerdo entre el PP y el PSOE en el Congreso de los Diputados para la renovación de los cuatro magistrados correspondientes.
Fue la ponente inicial de la sentencia del Estatuto de Cataluña, redactando cinco borradores favorables al Estatuto que no obtuvieron el apoyo del Pleno. Finalmente, en abril de 2010, se encargó de la ponencia al magistrado Javier Delgado Barrio, que, tras ser rechazado el primer borrador redactado, fue reemplazado por la presidenta, María Emilia Casas Baamonde.
Pérez Vera recibió críticas por un dudoso reparto de turno de los asuntos en el Tribunal Constitucional, ya que año y medio después de la sentencia del Estatuto de Cataluña le fueron adjudicados los asuntos relativos a la ilegalización de Bildu y posteriormente de Sortu, sobre los que emitió sendos borradores favorables a su legalización, contrarios a las sentencias del Tribunal Supremo y que fueron aprobados por el pleno del alto tribunal. La situación fue hecha pública por la presidenta de la Comunidad de Madrid, Esperanza Aguirre, que tildó los hechos de «vergüenza» y criticó duramente la sentencia por su técnica defectuosa, al entrar en valoraciones de los hechos y de la prueba, fuera de la competencia del Tribunal.

## Distinciones
- Académica correspondiente de la Real Academia de Jurisprudencia y Legislación.
- Académica de número de la Real Academia de Jurisprudencia y Legislación de Granada.

La Universidad Nacional de Educación a Distancia ha instituido el premio «Elisa Pérez Vera» para premiar trabajos de investigación que traten sobre género o feminismo.

## Condecoraciones
- Lazo de dama de la Orden de Isabel la Católica.
- Gran cruz de la Orden del Mérito Aeronáutico.
- Medalla de Andalucía.
- Hija predilecta de la provincia de Granada.